# 卡緬諾耶湖 (傑多維奇區)
57°26′18″N 29°26′15″E / 57.43833°N 29.43750°E
卡緬諾耶湖（俄语：Каменное），是俄羅斯的湖泊，位於該國西北部，由普斯科夫州負責管轄，處於傑多維奇區，面積1.2平方公里，集水區面積4.76平方公里，平均水深5.5米，最大水深13米。